# Ans (Dania)
Ans – miasto w Danii, w regionie Jutlandia Środkowa, w gminie Silkeborg.